# Tiền Phong Marathon
Tiền Phong Marathon, tên đầy đủ là Giải vô địch quốc gia marathon và cự ly dài Báo Tiền Phong, là giải đua marathon do Liên đoàn điền kinh Việt Nam phối hợp với báo Tiền Phong tổ chức hàng năm. Được tổ chức lần đầu vào năm 1958 Tiền Phong Marathon là giải chạy việt dã lâu đời nhất Việt Nam và là giải marathon duy nhất được đưa vào chương trình thi đấu điền kinh cấp quốc gia.
Tiền Phong Marathon thường được tổ chức vào cuối tháng Ba để kỷ niệm ngày thành lập đoàn thanh niên cộng sản Hồ Chí Minh. Mỗi năm giải đều thay đổi địa điểm tổ chức.
Trước năm 2009, cự ly dài nhất của giải đấu là cự ly 10km. Bùi Lương là vận động viên nhiều lần vô địch nhất trong giai đoạn này (9 lần). Các cự ly half marathon (21km) và full marathon (42km) lần lượt được đưa vào nội dung thi đấu từ các năm 2009 và 2014. 
Từ năm 2020, Hoàng Nguyên Thanh đã 6 lần liên tiếp vô địch cự ly 42km, anh cũng là vận động viên nhiều lần vô địch cự ly 42km nam nhất (6 lần). Ở nội dung 42km nữ, Hoàng Thị Ngọc Hoa là vận động viên vô địch nhiều nhất (4 lần).
Ở giải chạy năm 2025 ở thành phố Đông Hà, Hoàng Thị Ngọc Hoa có lần thứ 4 chiến thắng nội dung 42km nữ, nhưng ngay khi vừa chạm vạch đích thì cô bị trượt ngã, nguyên nhân được cho là tấm thảm ở vạch đích bị ướt do cơn mưa tối hôm trước.

## Kết quả
Lưu ý: Chỉ liệt kê các vận động viên nam và nữ chiến thắng cự ly full marathon (42km).
| Năm               | Địa điểm      | Vô địch nam        | Vô địch nữ         | Kết quả chi tiết |
| ----------------- | ------------- | ------------------ | ------------------ | ---------------- |
| 2026 (lần thứ 67) | Khánh Hòa     |                    |                    |                  |
| 2025 (lần thứ 66) | Đông Hà       | Hoàng Nguyên Thanh | Hoàng Thị Ngọc Hoa | Chi tiết         |
| 2024 (lần thứ 65) | Tuy Hòa       | Hoàng Nguyên Thanh | Hoàng Thị Ngọc Hoa | Chi tiết         |
| 2023 (lần thứ 64) | Lai Châu      | Hoàng Nguyên Thanh | Lê Thị Tuyết       | Chi tiết         |
| 2022 (lần thứ 63) | Côn Đảo       | Hoàng Nguyên Thanh | Hoàng Thị Ngọc Hoa | Chi tiết         |
| 2021 (lần thứ 62) | Pleiku        | Hoàng Nguyên Thanh | Phạm Thị Hồng Lệ   | Chi tiết         |
| 2020 (lần thứ 61) | Lý Sơn        | Hoàng Nguyên Thanh | Hoàng Thị Ngọc Hoa | Chi tiết         |
| 2019 (lần thứ 60) | Vũng Tàu      | Bùi Thế Anh        | Phạm Thị Hồng Lệ   |                  |
| 2018 (lần thứ 59) | Buôn Ma Thuột | Bùi Thế Anh        | Lê Thị Thoa        |                  |
| 2017 (lần thứ 58) | Ninh Bình     | Vũ Văn Sơn         | Hoàng Thị Thanh    |                  |
| 2016 (lần thứ 57) | Cần Thơ       | Bùi Thế Anh        | Hoàng Thị Thanh    |                  |
| 2015 (lần thứ 56) | Vĩnh Yên      | Bùi Thế Anh        | Hoàng Thị Thanh    |                  |
| 2014 (lần thứ 55) | Đà Lạt        | Bùi Thế Anh        | Phạm Thị Bình      |                  |